# Landidee
Landidee (eigene Schreibweise LandIDEE) ist eine Publikumszeitschrift aus dem Segment der Lebensart-Magazine. Sie erscheint seit August 2009 zweimonatlich. Die Zeitschrift wird von der Funke Lifestyle GmbH veröffentlicht, die zur FUNKE Mediengruppe gehört. Ursprünglich war das Magazin ein Gemeinschaftsprojekt der Verlagshäuser Geranova-Bruckmann und Funke. Sitz des Verlags ist Ismaning bei München.

## Inhalt
Die Zeitschrift beschäftigt sich mit Themen des ländlichen Lebens. Im Vordergrund steht Wissen zu Haus, Garten, Küche, Gesundheit und Brauchtum. Regelmäßige Rubriken sind Landsaison, Landküche, Landhaus, Landapotheke, Landgarten und Landreise. In Aufmachung und Inhalt orientiert sich die Landidee wie auch andere Zeitschriften in diesem Segment am Marktführer Landlust.

## Auflage
Die verkaufte Auflage ist seit 2010 um 34,7 Prozent gestiegen. Sie beträgt gegenwärtig 240.678 Exemplare. Das entspricht einer Steigerung von 62.021 Stück. Der Anteil der Abonnements an der verkauften Auflage liegt bei 15,9 Prozent.

## Zeitschriftenableger
Neben Landidee gibt es seit 2011 die Ableger Landidee Wohnen & Deko und Landidee Rezeptreihe. 2012 erschienen erstmals Landapotheke und Landfrisch (eingestellt) sowie weitere Rezeptmagazine (Fischküche, Kräuterküche, Rübenküche, Gewürzküche). Seit 2013 publiziert der Verlag Landgarten (eingestellt). In 2018 wurden Landidee Altes Wissen sowie das junge Wohnmagazin cosy ins Leben gerufen. Ferner ergänzen Landidee Dekoideen sowie zahlreiche Sonderhefte (Landidee Kompaktreihe) das Portfolio.
Als Abonnement erhältlich sind Landidee, Landidee Wohnen & Deko, Landapotheke sowie Landidee Altes Wissen. Ebenfalls ein Abo-Angebot besteht für cosy bzw. cosy digital.

## Digitalangebote
Neben den Zeitschriften betreibt Landidee die Website landidee.de sowie Kanäle bei Facebook, Instagram und YouTube.  Die Landapotheke App bietet Informationen und Tipps zum Heilen und Pflegen. Zudem existiert der Podcast Grünland zum Thema Nachhaltigkeit. Im Bereich eLearning startete 2021 die Landapotheke Online-Heilpflanzen-Akademie.